# Thelephora atrocitrina
Thelephora atrocitrina är en svampart som beskrevs av Quél. 1875. Thelephora atrocitrina ingår i släktet vårtöron och familjen Thelephoraceae.   Inga underarter finns listade i Catalogue of Life.